# Юрдур (Мари-Кужерское сельское поселение)
Юрдур (мар. Ердӱр) — деревня в Моркинском районе Республики Марий Эл. Входит в состав городского поселения Морки.

## География
Находится в юго-восточной части республики Марий Эл на расстоянии менее 5 км по прямой на юг-юго-восток от районного центра посёлка Морки.

## История
Известна с 1795 года как выселок Урдур с 5 дворами, гдепроживали государственные крестьяне, мари. В 1859 году в околотке Юрдур находилось 9 дворов, насчитывалось 74 человека. В 1895 году в выселке Юрдур Алмаметьевского сельского общества Моркинской волости было 97 человек, большинство мари. В 1924 году в деревне проживали 117 человек, в 2004 году здесь было отмечено 104 дома. В советское время работали колхозы «У ер», имени Сталина и «Илеть».

## Население
Население составляло 271 человек (мари 98 %) в 2002 году, 77 в 2010.